# کلی سرویسز
کلی سرویسز (انگلیسی: Kelly Services) شرکت خدمات حرفه‌ای آمریکایی است، که در سال ۱۹۴۶ توسط ویلیام راسل کلی تأسیس شد.